# Edward Gordon Jones
Sir Edward Gordon „Tap“ Jones, KCB CBE DSO DFC (* 31. August 1914 in Widnes, Cheshire; † 20. Februar 2007) war ein britischer Luftwaffenoffizier der Royal Air Force, der zuletzt im Range eines Generalleutnants (Air Marshal) zwischen 1966 und 1969 Kommandierender General (Air Officer Commanding-in-Chief) der Luftstreitkräfte im Nahen Osten (RAF Near East Air Force) sowie von 1967 bis 1969 Befehlshaber der britischen Streitkräfte im Nahen Osten (Commander-in-Chief Near East Air Force) war.

## Leben

### Studium und fliegerischer Ausbildung

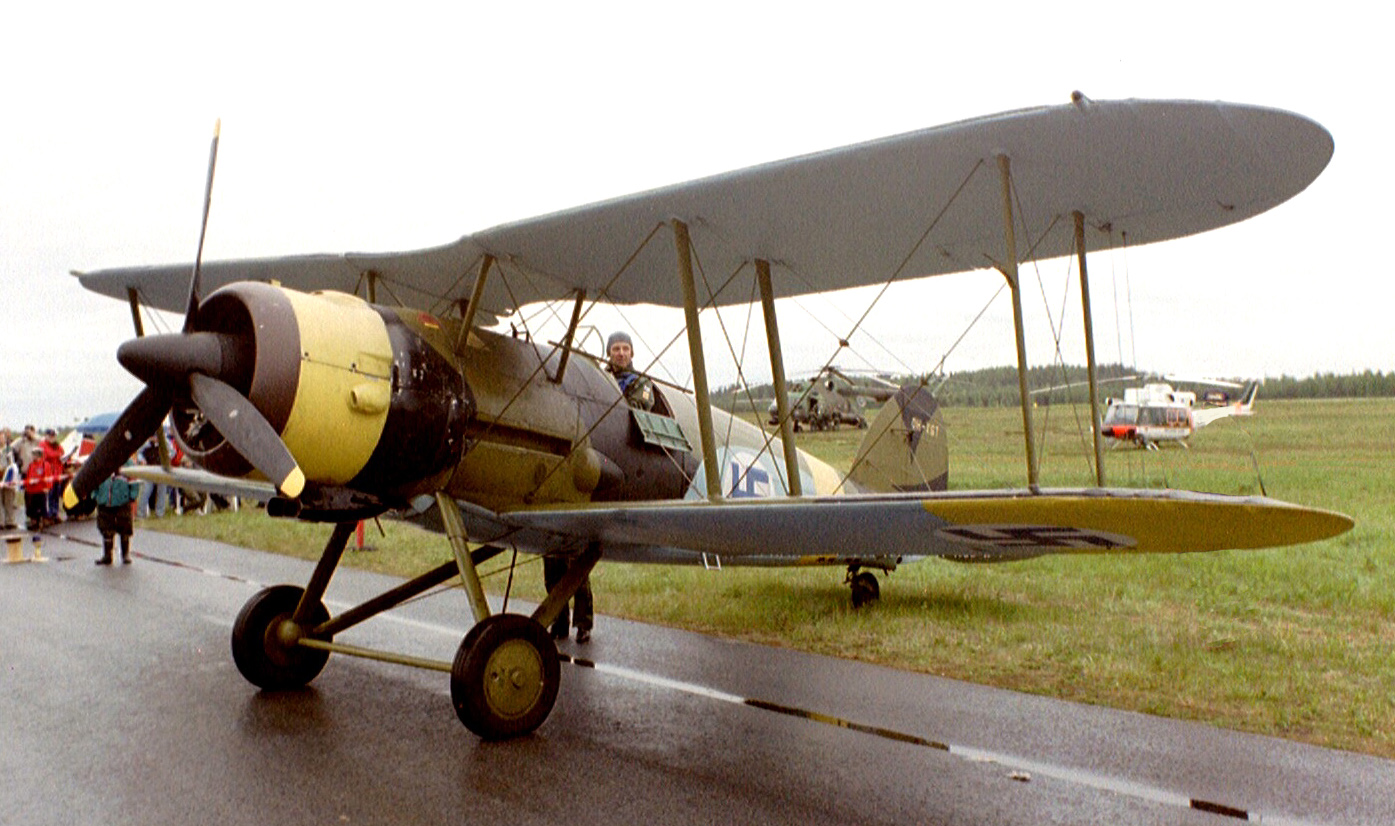
Zu Beginn seiner Militärlaufbahn war Jones Pilot eines Doppeldecker-Jagdflugzeugs vom Typ Gloster Gauntlet

Jones war der dritte Sohn von Albert Jones, der als Oberstleutnant bei der British Indian Army diente und mit dem Distinguished Service Order (DSO) sowie dem Military Cross (MC) ausgezeichnet wurde. Er wuchs daher nach seiner Geburt in Widnes in der Kronkolonie Britisch-Indien auf und erhielt dort seinen Spitznamen „Tap“, eine Kurzform von „Doolally Tap“ (‚leicht verrückt‘). Nach dem Besuch der Widnes Grammar School in seiner Geburtsstadt begann er zunächst ein Studium der Medizin an der University of Liverpool, wechselte dann aber dort zu einem Studium der Veterinärmedizin und erwarb einen Bachelor of Science (B.Sc.).
Am 7. Oktober 1935 begann Jones als Soldat auf Zeit (Short Service Commission) seine fliegerische Ausbildung und wurde nach deren Abschluss am 7. Oktober 1936 zum Leutnant (Pilot Officer) befördert sowie Pilot der No. 17 Squadron RAF auf dem Militärflugplatz RAF Kenley. Dort flog er Doppeldecker-Jagdflugzeuge vom Typ Gloster Gauntlet. Im Anschluss wechselte er im März 1937 als Pilot zur No. 80 Squadron RAF und wurde dort im Mai 1937 Adjutant des Kommandeurs. Nach seiner Beförderung zum Oberleutnant (Flying Officer) am 7. April 1938 wurde er im Mai 1938 mit seiner mit Doppeldecker-Jagdflugzeugen vom Typ Gloster Gladiator in den Mittleren Osten verlegt. Kurz nach der Ankunft sah sich die Staffel in Kampfhandlungen in Palästina verwickelt. Dort wurde er am 7. April 1940 zum Hauptmann (Flight Lieutenant) befördert.

### Zweiter Weltkrieg

#### Einsätze in Ägypten, Griechenland und Syrien

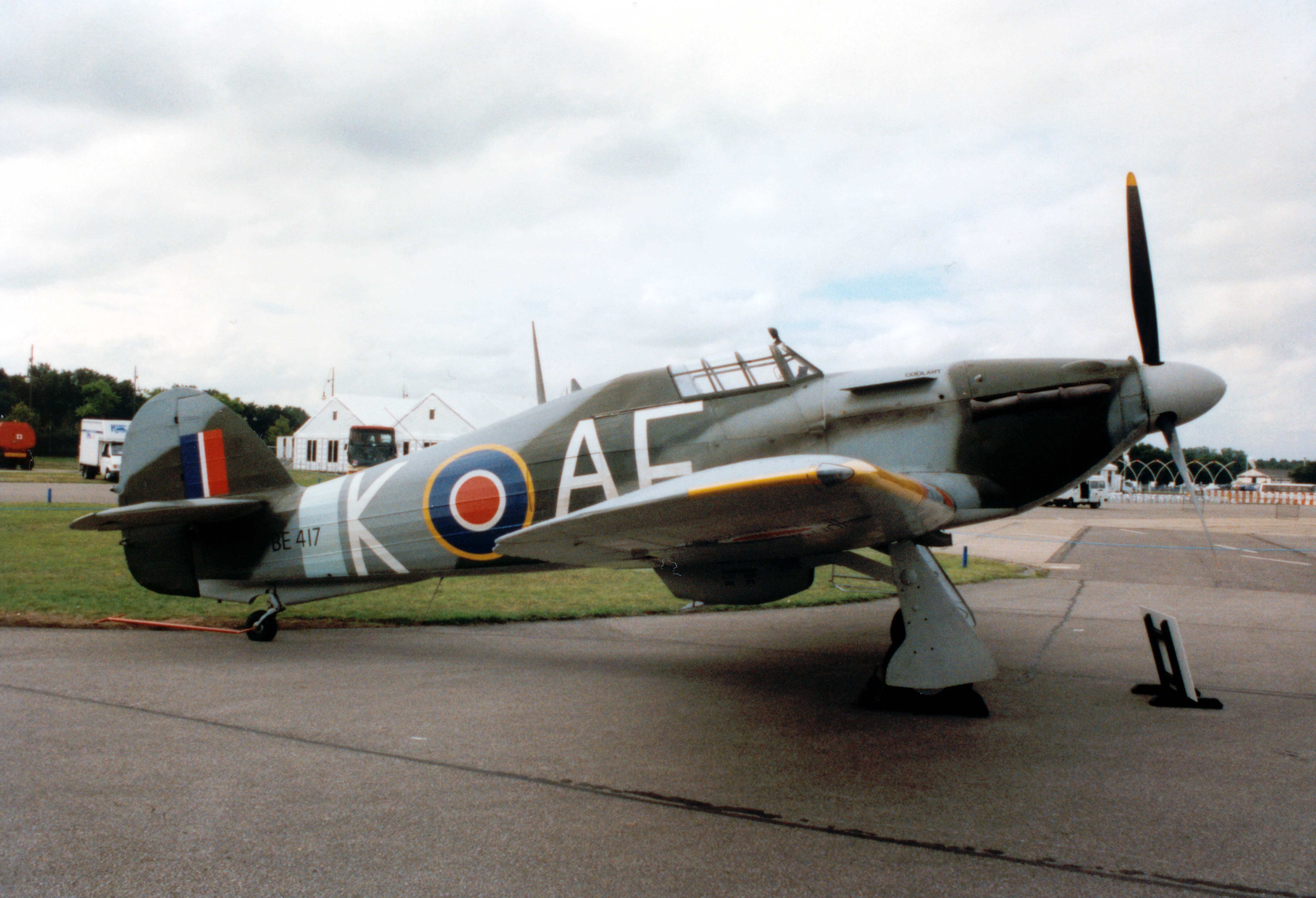
Im Dezember 1940 wurde Jones Kommandeur der mit Hawker Hurricane-Jagdflugzeugen ausgestatteten No. 80 Squadron RAF

Nach der Kriegserklärung Italiens im Zweiten Weltkrieg im Juni 1940 wurde die No. 80 Squadron RAF nach Ägypten verlegt und Jones am 19. August 1940 zunächst kommissarischer Staffelkapitän sowie im September 1940 Fliegerischer Kommandeur des ersten Schwarms (A-Flight-Commander). Im November 1940 befand er sich auf einem Einsatzflug nach Griechenland und sah sich kurz nach dem Start einem Angriff italienischer Kampfflugzeuge ausgesetzt. Am 27. November 1940 gelang ihm der erste Abschuss eines Doppeldecker-Jagdflugzeugs vom Typ Fiat CR.42 sowie am 28. November 1940 der Abschuss eines weiteren. Bei diesem Einsatz zog er sich jedoch eine Nackenverletzung zu und befand sich einen Monat lang in einem Militärlazarett zur Erholung.
Nach der Rückkehr zu seiner Staffel wurde Jones am 21. Dezember 1940 zunächst wieder Fliegerischer Kommandeur des ersten Schwarms und knapp eine Woche später am 27. Dezember 1940 Kommandeur (Commanding Officer) der No. 80 Squadron RAF, nach dem Kommandeur nach einem Treffer und dem Absprung mit dem Fallschirm durch ein italienisches Kampfflugzeug abgeschossen wurde. Am 28. Februar 1941 gelang ihm bei einem Einsatzflug der Abschuss zweier weiterer Fiat CR.42-Jagdflugzeuge, woraufhin ihm am 14. März 1941 das Distinguished Flying Cross (DFC) verliehen wurde. Zu dieser wurde die Staffel mit Jagdflugzeugen vom Typ Hawker Hurricane ausgestattet und er selbst fungierte zeitweilig im April 1941 als kommissarischer Kommandeur einer Fliegergruppe (Wing) in Eleusis. Zu dieser Zeit begann am 6. April 1941 im Zuge des Balkanfeldzuges die Besetzung Griechenlands durch die deutsche Wehrmacht, woraufhin sich die britischen Truppen zurückzogen. Zunächst wurde er mit seiner Staffel nach Kreta verlegt sowie am 29. April 1941 wieder nach Ägypten. Im Anschluss erfolgte eine Verlegung der No. 80 Squadron RAF nach Aqir bei Ramla im Völkerbundsmandatsgebiet Palästina, um dort eine Neuausrüstung der Staffel vorzunehmen. Anschließend nahm seine Einheit an Kampfeinsätzen in Syrien teil. Am 25. Juli 1941 wurde ihm darüber hinaus der Distinguished Service Order (DSO) verliehen.

#### Verwendungen in Südrhodesien und England
Nach vierjähriger Verwendung in der No. 80 Squadron RAF wurde Jones im September 1941 Instrukteur bei der Flugausbildungseinheit in Südrhodesien (Rhodesian Air Training Group) und am 7. Oktober 1941 zunächst in die Reserve versetzt, jedoch unmittelbar darauf wieder in den aktiven Militärdienst berufen. Für seine dortigen Verdienste wurde er am 1. Januar 1942 im Kriegsbericht erwähnt (Mentioned in dispatches) und ihm am 29. Dezember 1942 das Fliegerverdienstkreuz von Griechenland verliehen.
Am 25. September 1942 kehrte er nach Großbritannien zurück und wurde Kommandeur des Luftwaffenstützpunktes RAF Hawkinge sowie anschließend am 24. Mai 1943 Leiter der operativen Gruppe im Hauptquartier der zur 2. Taktischen Luftflotte 2TAF (RAF Second Tactical Air Force) gehörenden No. 83 (Composite) Group RAF, die unter anderem im Juni 1944 an der Operation Overlord sowie im November 1944 an der Operation Market Garden teilnahm. Im Dezember 1944 übernahm er die Funktion als Kommandeur der mit Kampfflugzeugen vom Typ Hawker Typhoon ausgestatteten No. 121 Expeditionary Air Wing auf dem Militärflugplatz Volkel (RAF Volkel) und wurde zuletzt gegen Ende des Zweiten Weltkrieges 1945 Offizier im Abrüstungsstab der RAF. Am 1. Januar 1945 erhielt er das Offizierskreuz des Order of the British Empire (OBE).

### Stabsoffizier in der Nachkriegszeit
Nach Kriegsende wurde Jones am 26. März 1946 als Berufssoldat (Permanent Commission) in die RAF aufgenommen und zum Major (Squadron Leader) befördert, wobei die Beförderung auf den 1. September 1945 zurückdatiert wurde. In der Folgezeit war er im Stab der Schule Land- und Luftkriegsführung (School of Land/Air Warfare) in Old Sarum tätig und wurde dort am 1. Juli 1947 auch zum Oberstleutnant (Wing Commander) befördert.
Am 1. April 1951 wurde Jones Kommandeur des Luftwaffenstützpunktes RAF Valley auf der walisischen Insel Anglesey. Nach seiner Beförderung zum Oberst (Group Captain) am 1. Januar 1954 wechselte er als Offizier in den Operationsstab der RAF Second Tactical Air Force und war während der Sueskrise im Herbst 1956 auch Stabsoffizier im Hauptquartier der dafür vorgesehenen Einsatzverbände der Luftwaffe (Air Task Force Suez). Am 31. Mai 1956 wurde er auch Commander des Order of the British Empire (CBE).
Daraufhin übernahm Jones im März 1957 die Funktion als Kommandeur des Luftwaffenstützpunktes RAF Wyton sowie im Anschluss im Januar 1959 als Kommandant der Zentralen Aufklärungseinrichtung (Central Reconnaissance Establishment). Dort erfolgte am 1. Juli 1959 seine Beförderung zum Air Commodore. Danach wurde er 1960 Assistierender Chef des Stabes für Nachrichtendienste im Hauptquartier der Alliierten Luftstreitkräfte in Mitteleuropa AAFCE (Allied Air Forces Central Europe). Am 1. Januar 1960 wurde er auch Companion des Order of the Bath (CB).

### Aufstieg zum Air Marshal
Am 30. März 1961 wurde Jones Befehlshaber (Air Officer Commanding) der britischen Luftstreitkräfte in Deutschland (RAF Germany) und damit Vertreter von Air Marshal John Grandy und wurde in dieser Funktion am 1. Juli 1961 zum Generalmajor (Air Vice Marshal) befördert.
Im Anschluss wechselte er am 31. Juli 1963 in den Führungsstab des Imperial Defence College, ehe er am 1. November 1965 Kommandeur der Luftstreitkräfte in Malta (RAF Malta) und war als solcher in Personalunion auch stellvertretender Oberkommandierender der Alliierten Streitkräfte im Mittelmeerraum (Allied Forces Mediterranean) für die Luftstreitkräfte und damit einer der Vertreter von Admiral John Graham Hamilton, dem Oberkommandierenden der Allied Forces Mediterranean.
Anschließend wurde Gordon Jones am 21. November 1966 Nachfolger von Air Marshal Thomas Prickett Kommandierender General (Air Officer Commanding-in-Chief) der Luftstreitkräfte im Nahen Osten NEAF (RAF Near East Air Force) sowie Kommandeur der Streitkräfte auf Zypern (British Forces Cyprus). In Personalunion war er zudem Befehlshaber der britischen Streitkräfte im Nahen Osten (Commander-in-Chief Near East Air Force) und auch Administrator der Königlichen Luftbasen Akrotiri und Dekelia auf Zypern. Am 10. Juni 1967 wurde er zum Knight Commander des Order of the Bath (KCB) geschlagen, so dass er fortan den Namenszusatz „Sir“ führte, und am 1. Juli 1967 zum Generalleutnant (Air Marshal) befördert. Als Kommandierender General der NEAF leitete er die gemeinsame Verlegung beziehungsweise Auflösung der No. 6 Squadron RAF, No. 32 (The Royal) Squadron, No. 73 Squadron RAF und No. 249 (Gold Coast) Squadron RAF vor. Diese vier mit zweistrahligen Kampfflugzeugen vom Typ English Electric Canberra bildeten die Angriffsgruppe (Strike Wing) der NEAF auf der Luftwaffenbasis Akrotiri und wurden nach England verlegt beziehungsweise aufgelöst, um für zwei mit vierstrahligen strategischen Bombern vom Typ Avro Vulcan ausgestatteten Staffeln als neue Angriffsgruppe der NEAF Platz zu machen. Dies war das einzige Mal, dass vier Staffeln der RAF zeitgleich einen Stützpunkt verließen. Am 6. Mai 1969 wurde er durch Air Marshal Denis Smallwood abgelöst und schied schließlich am 22. August 1969 aus dem aktiven militärischen Dienst aus.